# 道田豊
道田 豊（みちだ ゆたか、1958年（昭和33年））は、日本の海洋学者。東京大学大気海洋研究所教授。
広島県広島市出身。広島市立楠那小学校、広島大学附属中学校・高等学校を経て東京大学に進学する。1981年、東京大学理学部地球物理学科を卒業。大学院を経て1984年、海上保安庁水路部入庁。水路部海洋調査課を経て水路部企画課補佐官。1999年、東京大学理学博士「Structure of the Kuroshio and the surface Ekman layer by current data analysis of shipborne ADCP(船舶搭載型ADCPデータの解析による黒潮及び表層エクマン層の構造)」。2000年、東京大学海洋研究所助教授。2007年、東京大学大気海洋研究所教授に就任。2011年、国際連合教育科学文化機関の政府間海洋学委員会の副議長に選出された。 2023年、政府間海洋学委員会の次期議長に選出された。

## 受賞歴
- 1990年5月水路技術奨励賞「船舶用波浪計計測処理システムの開発」
- 2002年5月海洋理工学会　平成13年度論文賞
- 2006年11月海洋調査技術学会　技術賞

## 著書
- 『明日の沿岸環境を築く』（章執筆分担）
- 『海洋音響の基礎と応用』（章執筆分担）第17章　海洋の計測
- 『海のトリビア』（章執筆分担）第49項
- 『自然環境の評価と育成』（章執筆分担）コラム2　黒潮の運ぶもの
- 『続・海のトリビア』（章執筆分担）第88項
- 『海のなんでも小事典』（章執筆分担．第1章　海流の秘密）